# Jean Leclercq (senator)
Jean Leclercq (Éghezée, 5 april 1927 - 24 maart 2010) was een Belgisch senator.

## Levensloop
Leclercq was adjunct-raadgever bij het Fonds der Beroepsziekten.
Hij werd politiek actief voor de PS en was voor deze partij van 1959 tot 1967 raadslid van de Commissie van Openbare Onderstand van Bolinne, waarvan hij van 1965 tot 1967 de voorzitter was.
Van 1964 tot 1976 was hij tevens gemeenteraadslid van de gemeente. Van 1967 tot 1976 was hij schepen van Bolinne. Na de fusie met Éghezée was hij daar van 1977 tot 1994 eveneens gemeenteraadslid en van 1983 tot 1994 schepen.
Van 1980 tot eind 1989 zetelde Leclercq eveneens in de Belgische Senaat als provinciaal senator voor de provincie Namen. Hierdoor zetelde hij van 1980 tot 1981 eveneens in de Waalse Gewestraad en de Raad van de Franse Gemeenschap.